# لاريسا لي
لاريسا لي هي لاعبة كرة قدم كازاخستانية، ولدت في 1 أغسطس 1983 في الاتحاد السوفيتي. شاركت مع منتخب كازاخستان الوطني لكرة القدم للسيدات. أما مع النوادي، فقد لعبت مع BIIK Shymkent ‏.

## وصلات خارجية
- لاريسا لي على موقع الاتحاد الأوربي (الإنجليزية)